# 新街市

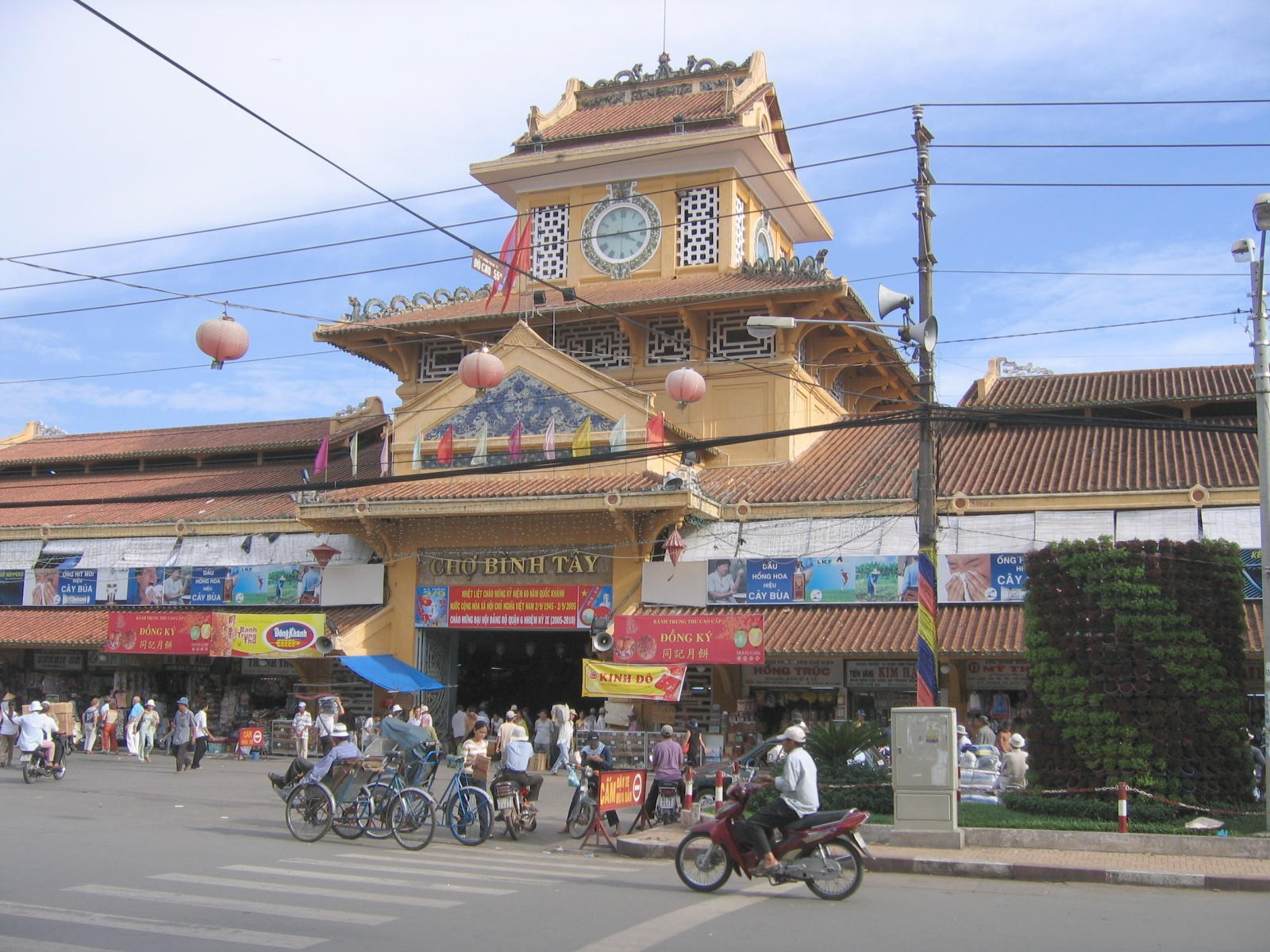
堤岸

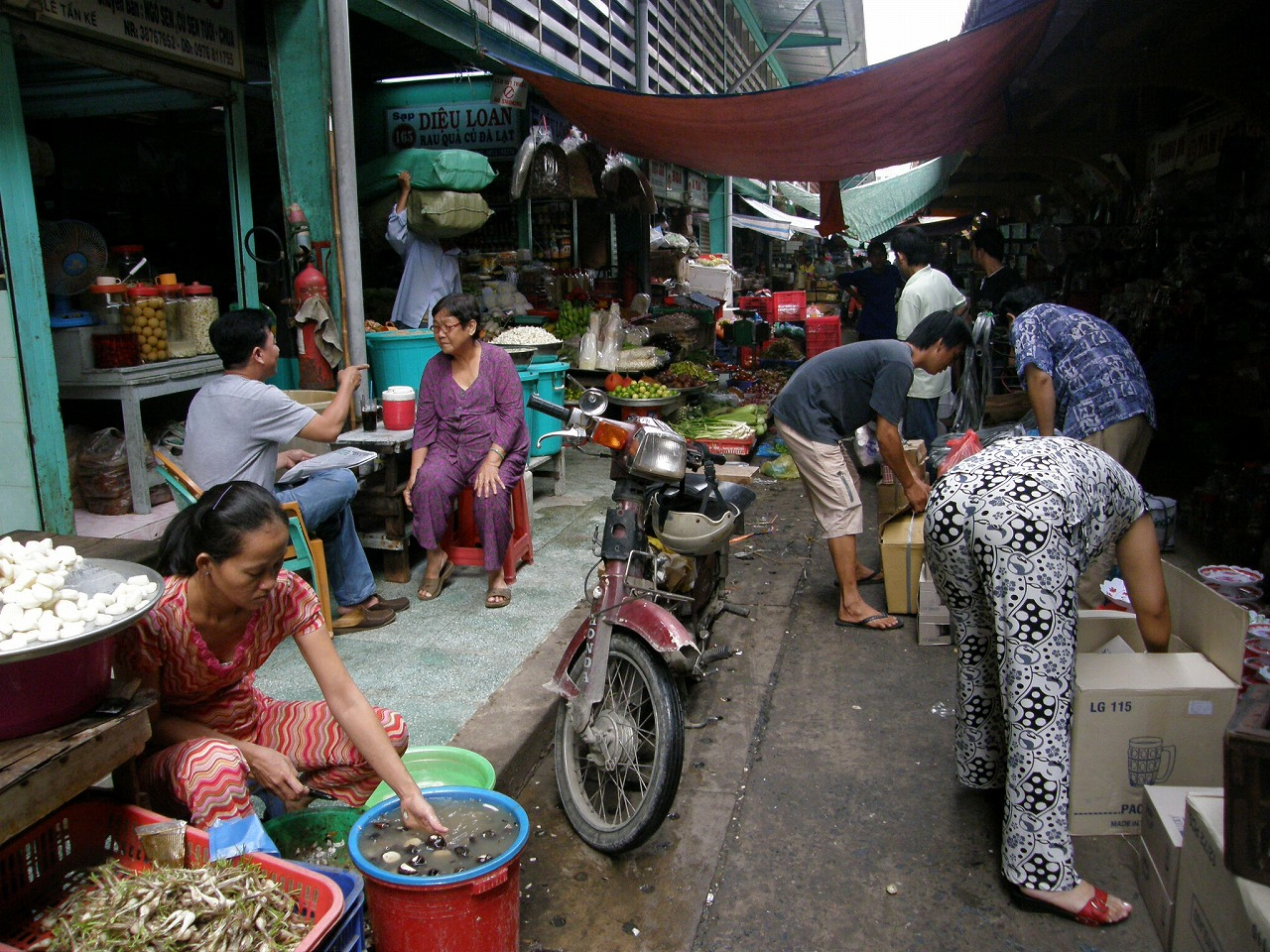
堤岸

新街市（越南语：／，意思為平西市集）是越南胡志明市第六郡堤岸地区最大的一个市场。
堤岸早先存在过旧街市，以前在第五郡阮廌街（Nguyen Trai）。它已被熊熊大火所摧毁（确切的时间未知），不久之后，新街市建成。现在当地人已很少提及这个消失的市场，除了住在附近的老人，才知道这个旧街市的历史。

## 地理
新街市位于塔梅街（越南语：Đường Tháp Mười），跨四个街区，长达一华里，北连孔子街（越南语：Đường Khổng Tử-法语：Quai de Gaudot），南到后江街（越南语：Đường Hậu Giang)，在第六郡边缘。尽管多年来历经多次战争，新街市一直是重要的商业中心，不仅服务于当地越南人和华人，也是来自越南南部四面八方农民交易日常用品的中心。

## 历史
新街市是由一位来自中国广东潮州庵埠镇龙坑村的华侨富商郭琰（1863–1927 年）献地并捐资20万元，建于1926年。郭琰乳名阿荡，跛足，在当地华人中人称“荡爷”，最初是个小贩，1887年创办通合公司，经营工贸实业，逐渐经营碾米厂、制糖厂、轮船公司等各种生意，逐渐致富。安南政府为表彰郭琰的贡献，建造了一座真人大小的铜像，矗立在新街市的中心，周围环绕着四只青铜狮子，四条青铜龙向郭琰雕像下面的喷泉喷水。1976年至1980年之间，由于未知原因，郭琰雕像被一个较小的玻璃雕塑取代。如今，这座雕像位于胡志明市美术馆。四只青铜狮子和龙仍然在那里截至2007年。